# لی مین-جی (وزنه‌بردار)
لی مین-جی (انگلیسی: Lee Min-ji; ۲۵ ژوئن ۱۹۹۹) وزنه‌بردار زن اهل کره جنوبی است.